# Dicasterie voor de Wetteksten
Het Dicasterie voor de Wetteksten is een dicasterie van de Romeinse Curie.
Het dicasterie werd ingesteld op 5 juni 2022 bij de inwerkingtreding van de apostolische constitutie Praedicate Evangelium. De op dezelfde datum opgeheven Pauselijke Raad voor de Wetteksten werd in dit dicasterie geïncorporeerd; de taken en bevoegdheden van dit orgaan werden overgedragen aan het dicasterie.
De president van de Pauselijke Raad voor de Wetteksten, Filippo Iannone, bleef aan als prefect van het dicasterie. 